# Philosophismus
Der Ausdruck Philosophismus wurde in unterschiedlichem Sinne unspezifisch verwendet für „eine unbegründete, mißverstandene, ausgeartete oder ungehörig angewendete Philosophie“ oder eine „stümperhafte Philosophie, Afterweisheit“. Spezifischer kann z. B. gemeint sein eine „alleinige Konzentration auf das spekulative Moment“.